# Yōko Kasahara
Pour les articles homonymes, voir Kasahara.
Yōko Kasahara (笠原 洋子, Kasahara Yōko), née le 4 août 1945, est une ancienne joueuse japonaise de volley-ball.
Elle est médaillée d'argent aux Jeux de 1968.

## Carrière
Bien qu'elle ne participe à aucun match, Yōko Kasahara remporte la médaille d'argent du tournoi féminin aux Jeux olympiques d'été de 1968, perdant en finale face aux Soviétiques.

## Palmarès

### Équipe nationale
- Jeux olympiques
  -  1968 à Mexico.